# Віктор Ван Сомерен
Віктор Ван Сомерен (англ. Victor Van Someren; 1886-1976) — британський орнітолог та лепідоптеролог. Відомий також як чудовий ілюстратор.

## Біографія
Батько Віктора, Роберт Піган Гарлінг ван Сомерен, займався юридичною практикою у Федеративних Малайських Штатах. Він народився, коли його батьки жили в Мельбурні (Австралія). Раннє дитинство він провів у Федеративних Малайських Штатах, але пізніше разом із матір'ю та трьома старшими братами переїхав до Шотландії. Він здобув освіту в коледжі Джорджа Ватсона та Единбурзькому університеті, здобувши ступінь у галузі медицини та стоматологічної хірургії. Ван Сомерен вступив на колоніальну службу лікарем в Британській Східній Африці (нині Кенія) у 1911 році та жив у Найробі. 
Він дуже цікавився птахами та іншими тваринами. До 1949 року він назбирав колекцію птахів, що налічувала 17 тис зразків. У 1959 році надіслав колекцію з 300 000 зразків комах до Музею природознавства у Лондоні, а пізніше ще 16 000 зразків метеликів до музеїв США. Між 1920 і 1939 роками він написав велику кількість статей про птахів і комах для журналу Природничого музею. Він також робив фотографії та кольорові зображення птахів, які публікувалися в різних виданнях. Між 1907 і 1973 роками Ван Сомерен намалював понад 2000 кольорових листівок із зображенням птахів для книги «Птахи Східної Африки: колекція літографій, підготовлених з оригіналів, намальованих з природи». Проте із 15 запланованих томів було опубліковано лише один. Сиріл Макворт-Пред і Клод Генрі Бакстер Грант широко використовували його фотографії у своїй двотомній праці «African Handbook of Birds» за 1952 і 1955 роки.
У 1911 році ван Сомерен став членом Товариства природознавства Східної Африки та Уганди, а в 1914 році був призначений почесним секретарем. У 1932 році він пішов у відставку як колоніальний чиновник, а в 1940 році пішов на пенсію, і жив у маєтку за межами Найробі. У 1930-х роках він працював над створенням Музею Коріндон (нині Національні музеї Кенії) у Найробі. Він був там першим куратором, а в 1938 році – першим директором.
Ван Сомерен описав велику кількість нових видів лускокрилих і птахів. Він отримав кілька нагород за свою систематичну роботу, у тому числі медаль Андерса Джахана Реціуса від Лундського університету, а також був членом Ліннеївського товариства Лондона.

## Епоніми
На його честь названо:
- вид землерийок Scutisorex somereni
- вид сома Chiloglanis somereni
- вид коропових Labeobarbus somereni
- підвид лапчатонога Podica senegalensis somereni
- підвид монарха Terpsiphone ruviventer somereni
- підвид нектарки Hedydipna collaris somereni
- підвид щедрика Crithagra atrogularis somereni

## Праці
- Bird Life in Uganda
- Notes on Birds of Uganda and East Africa
- with Thomas Herbert Elliot Jackson, 1952 The Charaxes etheocles-ethalion complex: a tentative reclassification of the group (Lepidoptera: Nymphalidae). Transactions of the Royal Entomological Society of London 103:257–284.
- with Jackson, T.H.E., 1957 The Charaxes etheocles-ethalion complex (Lepidoptera: Nymphalidae). Supplement No. 1. Annals of the Transvaal Museum 23:41–58.
- Revisional Notes on the African Charaxes. Pts 1–10 (1963–1975) 652 pages 148 plates. Online at Biodiversity Heritage Library

- 1963  Revisional notes on African Charaxes (Lepidoptera: Nymphalidae). Part I. Bulletin of the British Museum (Natural History) (Entomology) 195–242.
- 1964 Revisional notes on African Charaxes (Lepidoptera: Nymphalidae). Part II. Bulletin of the British Museum (Natural History) (Entomology) 181–235.
- 1966 Revisional notes on African Charaxes (Lepidoptera: Nymphalidae). Part III. Bulletin of the British Museum (Natural History) (Entomology) 45–101.
- 1967 Revisional notes on African Charaxes (Lepidoptera: Nymphalidae). Part IV. Bulletin of the British Museum (Natural History) (Entomology) 277–316.
- 1969 Revisional notes on African Charaxes (Lepidoptera: Nymphalidae). Part V. Bulletin of the British Museum (Natural History) (Entomology) 75–166.
- 1970 Revisional notes on African Charaxes (Lepidoptera: Nymphalidae). Part VI. Bulletin of the British Museum (Natural History) (Entomology) 197–250.
- 1971 Revisional notes on African Charaxes (Lepidoptera: Nymphalidae). Part VII. Bulletin of  the British Museum (Natural History) (Entomology) 181–226.
- 1972 Revisional notes on African Charaxes (Lepidoptera: Nymphalidae). Part VIII. Bulletin of the British Museum (Natural History) (Entomology) 215–264.
- 1974  Revisional notes on African Charaxes (Lepidoptera: Nymphalidae). Part IX. Bulletin of the British Museum of Natural History (Entomology) 29 (8):415–487.
- 1975 Revisional notes on African Charaxes, Palla and Euxanthe (Lepidoptera: Nymphalidae). Part X. Bulletin of the British Museum of Natural History (Entomology) 32 (3):65–136.